# Perswazje (film)
Perswazje (ang. Persuasion) – brytyjski film telewizyjny z 2007, będący adaptacją powieści Jane Austen o tym samym tytule z 1817. Reżyserem filmu był Adrian Shergold, a scenariusz napisał Simon Bruke. Główne role zagrali Sally Hawkins jako Anna Elliot oraz Rupert Penry-Jones jako Frederick Wentworth. Film miał swoją premierę 1 kwietnia 2007 w Wielkiej Brytanii i został obejrzany przez 5,4 miliona widzów. Zdobył mieszane recenzje krytyków telewizyjnych.

## Obsada
- Sally Hawkins jako Anne Elliot
- Rupert Penry-Jones jako Kapitan Frederick Wentworth
- Anthony Head jako Sir Walter Elliot
- Julia Davis jako Elizabeth Elliot
- Alice Krige jako Lady Russell
- Tobias Menzies jako pan William Elliot
- Michael Fenton Stevens jako pan Shepherd
- Mary Stockley jako pani Clay
- Joseph Mawle jako Kapitan Harry Harvill
- Finlay Robertson jako Kapitan James Benwick
- Nicholas Farrell jako pan Musgrove
- Amanda Hale jako Mary Musgrove
- Sam Hazeldine jako Charles Musgrove
- Jennifer Higham jako Louisa Musgrove
- Rosamund Stephen jako Henrietta Musgrove
- Peter Wight jako Admiral Croft
- Marion Bailey jako pani Croft
- Maisie Dimbleby jako pani Smith
- Sarah Buckland jako siostra Rooke
- Tilly Tremayne jako Vicountess Dalrymple